# Kali Linux
Kali Linux (anglická výslovnost [ˈkæli ˈlinuks]) je linuxová distribuce odvozená od Debianu, navržená pro digitální forenzní analýzu a penetrační testy. Představuje modifikovaný BackTrack, je plně kompatibilní s vývojovou platformou Debianu, čemuž mimo jiné odpovídá i plná synchronizace s příslušnými Debian aktualizačními repozitářmi. Distribuce je určena pro potřebu bezpečnostních testů v prostředí organizací.
Kali Linux je možné nainstalovat na pevný disk počítače nebo spustit bez instalace díky Live CD. Je distribuován v 32- i 64bitové verzi, stejně jako i pro procesory ARM, které se používají v jednodeskových počítačích Raspberry Pi. Jako operační systém Kali Linux obsahuje mnoho vybraných programů určených na penetrační testování.
Na Kali Linux navazují komerční aktivity jako je tréninkový kurz pro ofenzivní bezpečnost (anglicky Offensive Security).

## Sebedestrukce
Kali Linux přináší novou bezpečnostní vlastnost – nouzovou sebedestrukci pro „Linux Unified Key Setup“ (LUKS), která proběhne po zadaní takzvaného nuke [njuːk, Amer nuːk] hesla, což má za následek zničení všech dat na šifrovaných discích a LVM oddílech.

## Verze[3]
- Kali 1.0.0 – 13. březen 2013 – první vydání
- Kali 1.0.1 – 14. březen 2013 – oprava chyb
- Kali 1.0.2 – 27. březen 2013 – oprava chyb
- Kali 1.0.3 – 26. duben 2013 – dostupné nové funkce, přidaná instalace z plochy
- Kali 1.0.4 – 25. červenec 2013 – přidány nové nástroje
- Kali 1.0.5 – 5. září 2013 – software-defined radio
- Kali 1.0.6 – 9. leden, 2014 – kernel 3.12, Nuke, Amazon AMI, ARM build Scripts
- Kali 1.0.7 – 27. květen, 2014 – kernel 3.14, aktualizace nástrojů, oprava chyb, Kali Live Encrypted USB Persistence, balíček oprav
- Kali 1.0.8 – 22. července, 2014 – oprava chyb, aktualizace nástrojů, podpora EFI, balíček oprav
- Kali 1.0.9 – 25. srpen, 2014 – oprava chyb, aktualizace nástrojů, balíček oprav
- Kali 1.0.9a – 6. říjen 2014 – bezpečnostní opravy chyb
- Kali 1.1.0 – 9. únor, 2015 – oprava chyb, nový kernel, přidány nové nástroje a aktualizace
- Kali 1.1.0a – 13. březen 2015 – oprava kernelu ABI
- Kali 2.0 – 11. srpen 2015 – Hlavní verze, velké změny uživatelského rozhraní
- Kali 2016.1 – 21. ledna 2016
- Kali 2016.2 – 31. srpna 2016
- Kali 2017.1 – 25. dubna 2017
- Kali 2017.2 – 20. září 2017
- Kali 2017.3 – 21. listopadu 2017
- Kali 2018.1 – 6. února 2018
- Kali 2018.2 – 30. dubna 2018
- Kali 2018.3 – 21. září 2018
- Kali 2018.4 – 29. října 2018
- Kali 2019.1 – 18. února 2019
- Kali 2019.1a – 4. dubna 2019 – Opravy menších bugů (problémy s instalátorem VMware)
- Kali 2019.3 – 2. září 2019
- Kali 2019.4 – 26. listopadu 2019
- Kali 2020.1 – 28. ledna 2020
- Kali 2020.1a – 13. února 2020 – Opravy menších bugů (potíže s xserver-xorg)
- Kali 2020.1b – 12. března 2020 – Další opravy menších bugů (potíže s offline nastavením)
- Kali 2020.3 – 18. srpna 2020 – implicitní shell změněn z Bash na ZSH, Bash zůstává volitelný[4]
- Kali 2020.4 – 18. listopadu 2020
- Kali 2021.1 – 24. února 2021
- Kali 2021.2 – 1. června 2021